# Thomas Blamey

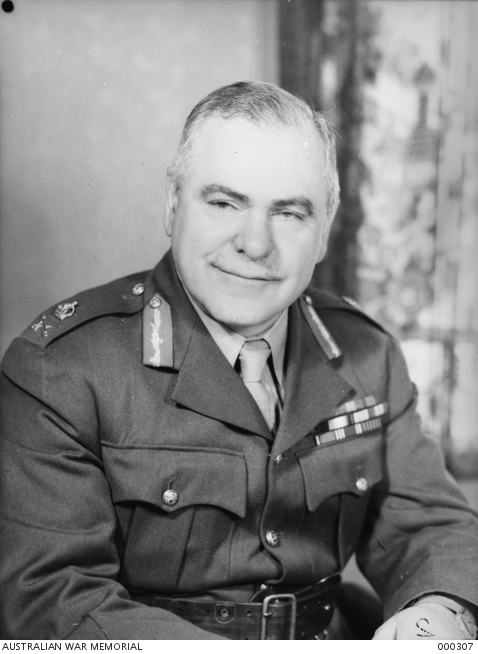
Sir Thomas Albert Blamey (1939)

Sir Thomas Albert Blamey GBE, KCB, CMG, DSO, ED, (* 24. Januar 1884, Wagga Wagga, New South Wales; † 27. Mai 1951, Heidelberg, Victoria) war ein australischer Offizier des Ersten und Zweiten Weltkrieges und der bisher einzige Australier, der den Rang eines Feldmarschalls erlangte.
Im Ersten Weltkrieg diente Blamey als Berufsoffizier bei Gallipoli und an der Westfront. Auf dem Höhepunkt seiner Karriere stand er während des Zweiten Weltkrieges als Commander-in-Chief, Australian Military Forces (Oberbefehlshaber der Landstreitkräfte Australiens), wobei er gleichzeitig die Bodentruppen der Alliierten im Südwestpazifik unter General Douglas MacArthur führte. Am 2. September 1945 war Blamey gemeinsam mit MacArthur an Bord der Missouri und unterschrieb die japanische Kapitulationserklärung für Australien. Daraufhin flog er nach Morotai und akzeptierte persönlich die Kapitulation der verbliebenen Japaner im Südwestpazifik.

## Frühe Karriere
Als siebtes von zehn Kindern von Richard Henwood Blamey und dessen Frau Margaret Louisa Murray wurde Blamey in Lake Albert nahe Wagga Wagga, New South Wales geboren, wo er auch seine Kindheitsjahre verbrachte. Nach einigen Misserfolgen in der Landwirtschaft kaufte sein Vater einen kleinen Hof und arbeitete als Viehhändler und Schuraufseher. Blamey erlernte notwendige Fähigkeiten für den Busch, kombiniert mit denen für die Geschäfte seines Vaters und wurde so ein begabter Reiter. Er war ein eifriges und begabtes Mitglied der Armeekadetten an seiner Schule. Des Weiteren bestand er den Test, um Polizist zu werden.
1899 begann Blamey sein Arbeitsleben als Lehramtsanwärter im Wagga-Wagga-Gebiet, bevor er 1903 nach Western Australia zog, um seinen Lehrberuf fortzusetzen. In dieser Zeit war er immer bei den Schulkadetten als Lehrer miteinbezogen.
Des Weiteren war er seit seiner Kindheit ein gläubiger Methodist. Anfang des Jahres 1906 wurde er von den Kirchenoberen in Western Australia angeregt, die Ausbildung zum Prediger aufzunehmen, was er jedoch ablehnte.
Eine neue Möglichkeit sah er, als Personal für die Ausbildung der Kadetten beim australischen Militär gesucht wurde. Er bestand die Eingangsprüfung als Drittbester in Australien, fand aber keine Anstellung, da in Western Australia keine freien Stellen zur Verfügung standen. Nachdem er die Militärbehörde schriftlich überredete, wurde ihm in Victoria eine Position im Rang eines Leutnants gegeben; er trat den Dienst im November 1906 mit der Verantwortung für die Kadettenausbildung in Victoria an.
Am 8. September 1909 heiratete er im Alter von 25 Jahren in Toorak die 34-jährige Minnie Caroline Millard. Am 29. Juni 1910 wurde ihr erster Sohn, Charles Middleton Blamey, genannt „Dolf“, geboren. Er kam am 7. Dezember 1932 im Alter von 22 Jahren bei einem Flugzeugabsturz ums Leben, während er in der Royal Australian Air Force diente. Das zweite Kind, Thomas Raymond Blamey, wurde 1914 geboren († 1998).
1910 wurde er zum Captain befördert. 1911 war er, nachdem mehrere Kandidaten durchgefallen waren, der erste australische Offizier, der den Eingangstest für das British Staff College, das Soldaten für höhere militärische Ränge ausbildete, bestand. Er begann die Ausbildung in Quetta, Indien im Jahre 1912, wohin er von seiner Frau und seinem ersten Kind begleitet wurde. Er schloss die Ausbildung problemlos im Jahr darauf ab.
Für die weitere Ausbildung wurde Blamey im Mai 1914 nach Großbritannien geschickt. Während der Reise dorthin besuchte er die Türkei (mit den Dardanellen), Deutschland und Belgien. Er schloss sich für kurze Zeit den 4th Royal Irish Dragoon Guards an und begann nachher den Dienst bei der 43rd Wessex Division, die zu der Zeit ihr alljährliches Lager eröffnete. Am 1. Juli 1914 wurde er zum Major ernannt.

## Erster Weltkrieg

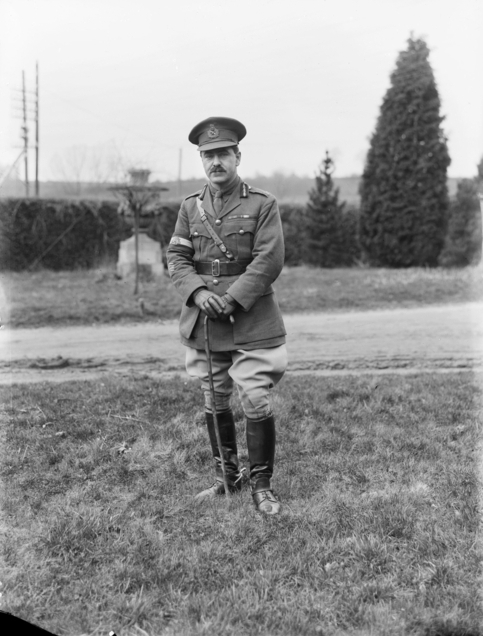
Blamey, 1919

Im Ersten Weltkrieg diente Blamey in der First Australian Imperial Force (AIF). Mitte 1914 war Blamey Angehöriger der Wessex Division. Im November reiste er gemeinsam mit Henry George Chauvel nach Ägypten, um zum australischen Kontingent zu stoßen, wo er schließlich Nachrichtenoffizier der 1st Australian Division in der Schlacht von Gallipoli wurde. Während der Landung bei Anzac Cove wurde er zur Bewertung des Bedarfs an Verstärkung von Colonel McCays Truppe geschickt. Er bestätigte den Bedarf, weshalb die Verstärkungstruppen geschickt wurden.
In der Nacht des 13. Mai 1915 führte Blamey in seiner Funktion als Nachrichtenoffizier eine Patrouille, die aus ihm selbst, Sergeant J. H. Wills und A. A. Orchard bestand, hinter die türkischen Linien, um die Stellungen in den Olivenhainen, die die Küste unsicher machten, ausfindig zu machen. Nahe Pine Ridge näherte sich eine feindliche Truppe aus acht Türken, wovon einer im Begriff stand, Orchard zu erstechen, sodass Blamey ihn mit seinem Revolver erschoss. In dem darauf folgenden Kampf wurden sechs der Türken getötet. Blamey zog sich mit seiner Patrouille zu den australischen Linien zurück, ohne die Stellungen ausfindig gemacht zu haben. Spätere Untersuchungen in gesichertem Gelände offenbarten, dass die Stellungen viel weiter südlich standen, als angenommen worden war.
Blamey ist immer an technischen Neuerungen interessiert gewesen. Er was maßgeblich an der Aufnahme von Sehfernrohrgewehren bei Gallipoli beteiligt, ein Instrument, das er während einer Inspektion der Frontlinien sah. Er erreichte für den Erfinder, Lance Corporal William Beech, zur Divisionsleitung abkommandiert zu werden, um die Idee zu entwickeln. Innerhalb einiger Tage war das Modell perfektioniert und Sehfernrohrgewehre wurden innerhalb der australischen Schützengräben benutzt.
Im Juli 1915 wurde Blamey zum General Staff Officer zweiten Grades (GSO2) befördert und im September dieses Jahres wurde er Lieutenant-Colonel auf Zeit und trat der neu formierten Australian 2nd Division in Ägypten als Adjutant General und Quartermaster General (AA&QMG) – dem höchsten Verwaltungsoffizier – bei. Der Kommandeur, Major General James Gordon Legge zog einen australischen Offizier vor, da er spürte, dass ein britischer Offizier den Truppen nicht so sehr verbunden war. Nachdem jedoch die australischen Truppen 1916 nach Frankreich versetzt wurden, sorgte ein Streit zwischen den GSO1 und seinem britischen Offizier dafür, dass Blamey von der 2. Division zur ersten Division als GSO1 zurückkehrte, wobei er in dieser Stellung in die Schlacht von Pozières involviert war und Vertrauen wegen des Angriffs, der die Eroberung der Stadt zur Folge hatte, genoss.
Bei den Neujahrsauszeichnungen erhielt er 1917 den Distinguished Service Order (DSO). am 1. Juni 1918 wurde er Truppenchef des Australian Corps unter Sir John Monash. Für die Erfolge Monashs in den letzten Kriegsmonaten spielte er eine herausragende Rolle; er war von den Fähigkeiten der neuen Panzermodelle beeindruckt und drängte auf deren Gebrauch in der Schlacht von Hamel, wo sie im Juli 1918 zum Erfolg beitrugen. General Monash schätzte ihn als einen der Schlüsselfaktoren des Erfolges des Australian Corps in der Schlacht bei Amiens (1918) im August und an der Hindenburglinie im September. Am 1. Januar 1918 wurde er zum Companion des Order of St. Michael and St. George berufen.
Blamey blieb auch weiterhin ein Verfechter technischer Innovationen.

## Zwischen den Kriegen
1919 kam Blamey nach Australien zurück, wo er 1920 zum stellvertretenden Chef des Generalstabs ernannt wurde. Eine seiner Errungenschaften war die Gründung der Royal Australian Air Force im Mai 1920. Von 1922 bis 1925 diente er als Vertreter Australiens im Londoner War Office. Nach seiner Rückkehr nach Australien wechselte er als Chief Commissioner of Police für den Bundesstaat Victoria in den Polizeidienst. Diesen Posten versah er bis 1936.
1938 ergänzte Blamey sein Einkommen mit Radiosendungen zur internationalen Politik. Er war wegen der Judenverfolgung der Nationalsozialisten entsetzt. Später wurde er zuständig für die Rekrutierung neuer Soldaten. Als solcher legte er den Grundstein für die Vergrößerung der Armee für den Fall eines Krieges mit Deutschland oder Japan, den er als unvermeidlich ansah.
1935 wurde Blamey zum Knight Bachelor geschlagen. In ebendiesem Jahr starb seine Frau. Am 5. Dezember 1939 heiratete er die 35-jährige Modegestalterin Olga Ora Farnsworth.

## Zweiter Weltkrieg

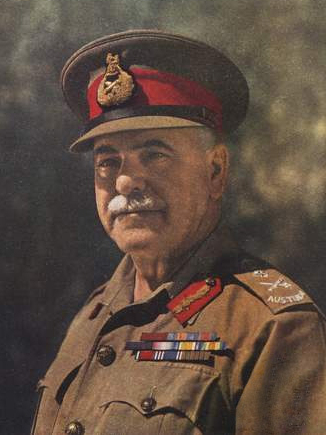
Sir Thomas Blamey

Nach dem Kriegseintritt Australiens und der Entscheidung zur Aufstellung einer zweiten Australian Imperial Force wurde Blamey am 13. Oktober 1939 unter gleichzeitiger Beförderung zum Generalleutnant zum Kommandeur der aus Freiwilligen neugebildeten 6. Division ernannt, die den Nukleus der AIF bildete. Australien hatte sein Heer in der Zwischenkriegszeit auf ein reines Milizsystem umgestellt, dessen Einheiten nicht nach Übersee entsandt werden durften. Blamey war in seiner Rolle als Chef der AIF direkt dem Premier- und Verteidigungsminister Robert Menzies verantwortlich, dem er auch seine Ernennung hauptsächlich zu verdanken hatte. Den Befehl über die später auf bis zu 300.000 Mann anwachsende AIF sollte er den ganzen Krieg über behalten.
Ab Januar 1940 wurden die ersten Teile der 6. Division nach Palästina verschifft, um sich auf ihren Einsatz in Frankreich an der Seite der British Expeditionary Force vorzubereiten. Nachdem die Aufstellung eines Korpskommandos und einer zweiten Division für die AIF beschlossen worden war, gab Blamey im April den Befehl über die 6. Division ab und wurde dafür zum Kommandierenden General des I. Korps ernannt, dessen Hauptquartier er im Juni in Palästina aufschlug. Hier wurde er dem britischen Oberbefehlshaber Nahost, General Archibald Wavell, unterstellt. Aufgrund der schnellen Niederlage der Franzosen und Briten in Frankreich durch den deutschen Westfeldzug sowie des Kriegseintritts Italiens wurden Blameys Truppen als Reserve im Nahen Osten behalten und ab Dezember 1940 gegen die Italiener in Libyen eingesetzt.
Im März 1941 wurde Blamey mit zwei Divisionen seines Korps als Teil der von Henry Maitland Wilson befehligten „Lustre Force“ nach Griechenland geschickt, als dort die deutsche Invasion bevorstand. Für seinen Einsatz im Griechenlandfeldzug, bei dem seine umsichtige Führung gelobt wurde, erhielt er das griechische Kriegskreuz 1. Klasse. Ende April wurde er zum Stellvertreter Wavells als OB Nahost ernannt (ab Juli von Claude Auchinleck) und im September zum General befördert.
Anfang 1942 wurde er aufgrund der japanischen Bedrohung nach Australien zurückbeordert, um an dieser Front das Kommando zu übernehmen. Er wurde hier vom amerikanischen Oberbefehlshaber im Südwestpazifik Douglas MacArthur zu dessen Oberbefehlshaber der Landstreitkräfte ernannt, ohne dadurch aber größeren Einfluss auf die Operationsführung zu erlangen. Im September 1942 wurde er von MacArthur nach Port Moresby in Papua entsandt, um dort persönlich die Landoperationen im Neuguinea-Feldzug zu leiten. Nebenbei kümmerte er sich ab 1943 um die Operationen gegen Neubritannien und die nördlichen Salomonen sowie 1945 um die Befreiung Borneos (Operation Oboe).
Am 2. September 1945 unterzeichnete er für Australien die japanische Kapitulationsurkunde an Bord der Missouri.

## Nachkriegszeit
Nachdem er kurz nach Kriegsende seine Demission angeboten hatte, wurde er Ende 1945 von seinen Ämtern entbunden. Da er sich mit der Labour-Regierung unter John Curtin nie gut verstanden hatte und auch in der Armee beträchtliche Kritik auf sich gezogen hatte, wurde er ohne eine weitere Anerkennung seiner Leistungen Anfang 1946 aus der Armee entlassen. Er ließ sich danach in Melbourne nieder und widmete sich Geschäften, dem Schreiben und Veteranenangelegenheiten.
Nach der Wiederwahl Menzies' 1950 wurde er als erster und bisher einziger Australier zum Feldmarschall befördert. Kurze Zeit später erkrankte er schwer und verstarb im Mai 1951 in einem Melbourner Krankenhaus an einer Hirnblutung. Sein Staatsbegräbnis wurde von geschätzten 300.000 Menschen begleitet.

## Ehrungen

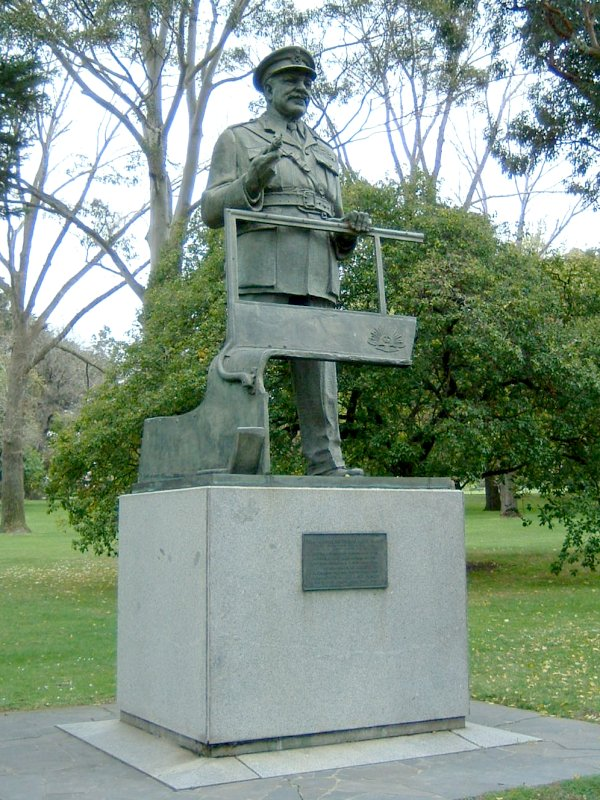
Statue Blameys in Melbourne

Der Platz in Canberra, an dem sich das Hauptquartier der Australian Defence Force und das Verteidigungsministerium befinden, wurde nach Blamey benannt. In der King’s Domain in Melbourne befindet sich eine Statue Blameys. Des Weiteren sind Kasernen, ein Rekrutenausbildungszentrum und verschiedene Straßen nach Blamey benannt worden.
Der Marschallstab Blameys und seine Aufzeichnungen werden im Australian War Memorial aufbewahrt.